# یوکو مینامینو
یوکو مینامینو (انگلیسی: Yoko Minamino؛ زادهٔ ۲۳ ژوئن ۱۹۶۷) بازیگر، خواننده، و شخصیت‌های تلویزیونی در ژاپن اهل ژاپن است. وی از سال ۱۹۸۴ میلادی تاکنون مشغول فعالیت بوده است.
از فیلم‌ها یا برنامه‌های تلویزیونی که وی در آن نقش داشته است می‌توان به سگودون اشاره کرد.